# Народицька селищна рада
Наро́дицька се́лищна ра́да Народицької селищної територіальної громади (до 1958 року — Народицька сільська рада, до 2015 року — Народицька селищна рада) — орган місцевого самоврядування Народицької селищної територіальної громади Коростенського району Житомирської області з розміщенням у селищі міського типу Народичі.

## Склад ради

### VIII скликання
Рада складається з 22 депутатів та голови.
25 жовтня 2020 року, на чергових місцевих виборах, було обрано 21 депутата ради, з них (за суб'єктами висування): самовисування — 10, «Наш край» — 5, Радикальна партія Олега Ляшка — 2, «Європейська Солідарність», «За майбутнє», «Опозиційна платформа — За життя» та «Слуга народу» — по 1.
Головою громади обрали члена «Європейської Солідарности», самовисуванку Лідію Бученко, виконувачку обов'язків старости с. Норинці.
15 листопада 2020 року, повторним голосуванням, було обрано останнього, 21 депутата ради. Ним став самовисуванець.

### Склад ради VII скликання
Рада складалася з 26 депутатів та голови.
Перші вибори депутатів ради громади та Народицького селищного голови відбулись 25 жовтня 2015 року, одночасно з черговими місцевими виборами. Було обрано 26 депутатів ради, з яких 13 самовисуванців, по 5 представників «Опозиційного блоку» та Блоку Петра Порошенка «Солідарність», троє з «Батьківщини».
Головою громади обрали самовисуванця Анатолія Леончука, члена Аграрної партії України, чинного голову Народицької районної ради.

### VI скликання
За результатами місцевих виборів 2010 року депутатами ради стали:

#### За суб'єктами висування
| Суб'єкт висування | Кількість обраних депутатів | %    |
| ----------------- | --------------------------- | ---- |
| Самовисування     | 13                          | 81,3 |
| Партія регіонів   | 3                           | 18,8 |

#### За округами
| № округу        | Прізвище, ім'я, по батькові         | Дата визнання обраним | Освіта             | Партійна приналежність            | Відомості про обраного депутата                            |
| --------------- | ----------------------------------- | --------------------- | ------------------ | --------------------------------- | ---------------------------------------------------------- |
| Партія регіонів |                                     |                       |                    |                                   |                                                            |
| 1               | Левченко Юрій Іванович              | 04.11.2010            | вища               | член Партії регіонів              | Народицького РЕМ, головний інженер                         |
| 2               | Кравченко Тетяна Анатоліївна        | 04.11.2010            | середня спеціальна | член Партії регіонів              | Народицький Днз, завідувачка                               |
| 12              | Стоцький Юрій Володимирович         | 04.11.2010            | вища               | член Партії регіонів              | Народицька РДА, начальник                                  |
| Самовисування   |                                     |                       |                    |                                   |                                                            |
| 3               | Зінчук Руслан Сергійович            | 04.11.2010            | середня спеціальна | позапартійний                     | Народицька ЦРЛ, ренгентлабо-рант                           |
| 4               | Васянович Олена Володимирівна       | 04.11.2010            | вища               | член Партії регіонів              | Народицька РДА, головний спеціаліст                        |
| 5               | Добровольська Людмила Володимирівна | 04.11.2010            | середня спеціальна | член Комуністичної партії України | підприємець, фізична особа                                 |
| 6               | Сацкова Тетяна Володимирівна        | 04.11.2010            | вища               | позапартійна                      | Народицька РДА, головний спеціаліст                        |
| 7               | Кравченко Тетяна Євгенівна          | 04.11.2010            | вища               | позапартійна                      | Народицька с/рада, секретар                                |
| 8               | Зосіч Сергій Іванович               | 04.11.2010            | середня спеціальна | позапартійний                     | Народицьке РВ ГУ МНС України в Житомирській обл, начальник |
| 9               | Дідух Василь Васильович             | 04.11.2010            | вища               | позапартійний                     | Будинок культури, методист                                 |
| 10              | Семенчук Катерина Володимирівна     | 04.11.2010            | середня спеціальна | член Комуністичної партії України | Народицька с/рада, головний бухгалтер                      |
| 11              | Артемчук Федір Іванович             | 04.11.2010            | середня            | позапартійний                     | СТОВ «Зоря», директор                                      |
| 13              | Луцюк Тетяна Володимирівна          | 04.11.2010            | вища               | позапартійна                      | Фінансове управління Народицької РДА, заступник            |
| 14              | Кисарець Микола Васильович          | 04.11.2010            | вища               | позапартійний                     | Народицькийрайавтодор, комірник                            |
| 15              | Коновал Оксана Степанівна           | 04.11.2010            | середня спеціальна | позапартійна                      | Будинок культури, директор                                 |
| 16              | Невмержицький Микола Дмитрович      | 04.11.2010            | середня            | член Партії регіонів              | підприємець, фізична особа                                 |

### Керівний склад попередніх скликань
| Прізвище, ім'я, по батькові    | Основні відомості                                                                    | Суб'єкт висування | Дата обрання | Дата звільнення |
| ------------------------------ | ------------------------------------------------------------------------------------ | ----------------- | ------------ | --------------- |
| Кравченко Володимир Васильович | Селищний голова, 1960 року народження, освіта вища, безпартійний                     |                   | 26.03.2006   | 31.10.2010      |
| Кравченко Володимир Васильович | Селищний голова, 1960 року народження, освіта вища, член Партії регіонів             | самовисування     | 31.10.2010   | 25.10.2015      |
| Леончук Анатолій Олександрович | Селищний голова, 1958 року народження, освіта вища, член Аграрної партії України     | самовисування     | 25.10.2015   | 25.10.2020      |
| Бученко Лідія Іванівна         | Селищний голова, 1968 року народження, освіта вища, член «Європейської Солідарности» | самовисування     | 25.10.2020   |                 |

Примітка: таблиця складена за даними сайту Верховної Ради України

## Історія
Раду було утворено як сільську, в 1923 році, в містечку Народичі Народицької волості Овруцького повіту Волинської губернії. 17 грудня 1926 року на обліку перебував хутір Острів.
Станом на 1 вересня 1946 року в складі Народицького району Житомирської області існували дві сільські ради з центром в Народичах: Народицька Перша сільська рада з смт Народичі та с. Ставок в складі та Народицька Друга сільська рада.
11 серпня 1954 року до складу ради було підпорядковане с. Старе Шарне ліквідованої Старошарненської сільської ради. 4 вересня 1958 року раду було реорганізовано до рівня селищної.
Станом на 1 січня 1972 року селищна рада входила до складу Народицького району Житомирської області, на обліку в раді перебували смт Народичі та с. Старе Шарне. У 2007 році с. Старе Шарне було зняте з обліку.
До 17 листопада 2015 року — адміністративно-територіальна одиниця в Народицькому районі Житомирської області з територією 127,392 км² та підпорядкуванням смт Народичі, сіл Батьківщина, Ганнівка, Гута-Ксаверівська, Журавлинка, Калинівка, Лозниця, Любарка, Розсохівське, Рудня-Кам'янка.
Входила до складу Народицького (7.03.1923 р., 8.12.1966 р.) та Овруцького (30.12.1962 р.) районів.

### Населення
Кількість населення ради, станом на 1923 рік, становила 6 659 осіб, кількість дворів — 1 051.
Кількість населення ради, станом на 1931 рік, складала 2 120 осіб.
Відповідно до результатів перепису населення СРСР, кількість населення ради, станом на 12 січня 1989 року, становила 6 746 осіб.
Станом на 5 грудня 2001 року, відповідно до перепису населення України, кількість мешканців селищної ради становила 2 600 осіб.